# Alberto Lora
Alberto Lora Ramos (Móstoles, Madrid, España, 25 de marzo de 1987) es un futbolista español que juega como defensa o centrocampista en el Club Marino de Luanco de la Segunda Federación.

## Trayectoria
Se formó en el fútbol base del Real Madrid C. F., donde recaló procedente de las categorías inferiores del C. D. Móstoles. En sus inicios era utilizado en la demarcación de delantero y fue nombrado mejor jugador del Torneo internacional alevín Arousa Fútbol 7 de 1999. En su último año como juvenil, el entrenador Alejandro Menéndez comenzó a alinearlo como centrocampista. En 2006, abandonó la disciplina del Real Madrid para fichar por el Real Sporting de Gijón "B", con quien consiguió el ascenso a Segunda División B en la temporada 2007-08. Esa misma campaña, también debutó en Segunda División con el primer equipo sportinguista en un encuentro disputado en El Molinón ante el R. C. Celta de Vigo, en una derrota 0-1 del equipo gijonés.
En la temporada 2008-09, con el Sporting ya en Primera División, Lora alternó su presencia en el filial con incorporaciones al primer equipo. Disputó su primer partido en la máxima categoría en el estadio de San Mamés contra el Athletic Club, y llegó a participar en un total de ocho encuentros partiendo como titular en cuatro de ellos. A partir de la campaña 2009-10 quedó incorporado definitivamente a la plantilla del Sporting y comenzó a actuar de manera habitual como defensor lateral. En la temporada 2010-11 se convirtió en el jugador con más minutos disputados del equipo y sus actuaciones lo acreditaron para ser galardonado con el trofeo Molinón de Plata, que otorgan las peñas sportinguistas al futbolista más destacado del curso.
Su inicio de la campaña 2011-12 estuvo marcado por las lesiones, ya desde la pretemporada, que le impidieron participar con regularidad en el equipo. A pesar de ello, pudo estrenarse como goleador en Primera División el 25 de marzo de 2012 ante el Athletic Club en el estadio de su debut, San Mamés, consiguiendo poner en el marcador el 1-1 con el que finalizó el partido. En el último tramo de la competición el técnico Javier Clemente lo reposicionó como centrocampista y consiguió anotar otros dos tantos, contra el Levante U. D. y el Villarreal C. F., ambos en El Molinón.
En 2018 el Sporting puso fin a la vinculación con el futbolista tras 12 temporadas en Gijón, por lo que durante la campaña 2018-19 jugó en el AC Omonia Nicosia. Tras un año en el país chipriota, volvió a Asturias en 2019, esta vez para jugar en el Club Marino de Luanco.

## Clubes
| Club                       | País   | Año       |
| -------------------------- | ------ | --------- |
| Real Sporting de Gijón "B" | España | 2006-2009 |
| Real Sporting de Gijón     | España | 2009-2018 |
| AC Omonia Nicosia          | Chipre | 2018-2019 |
| Club Marino de Luanco      | España | 2019-     |